# Haiti i olympiska sommarspelen 1996
Haiti deltog i de olympiska sommarspelen 1996 med en trupp bestående av sju deltagare, men ingen av landets deltagare erövrade någon medalj.

## Friidrott
Herrarnas 200 meter
- Anderson Vilien
  - Omgång 1 heat — 21.62 seconds (→ gick inte vidare)

Herrarnas 800 meter
- Jean Destine
  - Omgång heat — 1:48.82 (→ gick inte vidare)

Herrarnas 110 meter häck
- Wagner Marseille
  - Omgång 1 heat — 13.95 seconds (→ gick inte vidare)

## Judo
Herrarnas halv mellanvikt (-78 kg)
- Adler Volmar
  - Omgång 1 — Bye
  - Omgång 2 — Förlorade mot Flávio Canto från Brasilien

Herrarnas mellanvikt (-86 kg)
- Somoza Celestin
  - Omgång 1 — Bye
  - Omgång 2 — Förlorade mot Armen Bagdasarov från Uzbekistan
  - Återkval omgång 1 — Bye
  - Återkval omgång 2 — Förlorade mot Oleg Maltsev från Ryssland

## Tennis
Herrsingel
- Ronald Agénor
  - Omgång 1 — Förlorade mot Magnus Gustafsson från Sverige